# Championnat de France féminin de kin-ball 2007-2008
Pour le championnat 2007-2008, quatre équipes sont inscrites. C'est une de moins qu'en 2006-2007, une équipe en moins à Rennes et une autre à Moncontour mais création d'une équipe à Quintin. Les matchs font 45 minutes (trois périodes de 15 min).
Les règles appliquées pour cette saison sont celles appliquées lors de la coupe du monde 2007, c'est-à-dire : appellation possible dès le premier contact, déplacement lors d'une reprise de jeu, faute offensive, défensive illégale.

## Clubs et équipes engagés
- Kin-ball Association Rennes
- SCO Kin-ball Angers (2 équipes)
  - Angers 1
  - Angers 2
- Junior Association de Quintin

## Classement
| Classement | Équipes  | #1 | #2 | #3 | #4 | #5 | #6 | #7 | #8 | #9 | #10 | #11 | #12 | Total |
| 1er        | Angers 1 | 4  | -  | 11 | 15 | 12 | -  | 15 | 17 | 13 | -   | 15  | 17  | 119   |
| 2e         | Angers 2 | 15 | 16 | 12 | -  | 11 | 16 | -  | 11 | 15 | 8   | 9   | -   | 113   |
| 3e         | Rennes1  | -  | 9  | 11 | 11 | -  | 11 | 10 | 7  | -  | 12  | 9   | 9   | 89    |
| 4e         | Quintin  | 11 | 8  | -  | 8  | 11 | 6  | 9  | -  | 7  | 15  | -   | 9   | 84    |

## Résultats
| Match #1       | Angers 2 | Angers 2 | Angers 2 | Angers 1 | Angers 1 | Angers 1 | Quintin | Quintin | Quintin | Angers, France 9 décembre 2007 Arbitre : Julien Mahé, Lionel Mahé |
| Scores         | 18       | 32       | 64       | 18       | 41       | 58       | 18      | 37      | 63      | Angers, France 9 décembre 2007 Arbitre : Julien Mahé, Lionel Mahé |
| Points         | 0        | 0        | 10       | 0        | 1        | 2        | 0       | 0       | 6       | Angers, France 9 décembre 2007 Arbitre : Julien Mahé, Lionel Mahé |
| Esprit sportif | 0A       | 0A       | 5        | 2A       | 2A       | 1        | 0A      | 0A      | 5       | Angers, France 9 décembre 2007 Arbitre : Julien Mahé, Lionel Mahé |
| Total          | 15       | 15       | 15       | 4        | 4        | 4        | 11      | 11      | 11      | Angers, France 9 décembre 2007 Arbitre : Julien Mahé, Lionel Mahé |

| Match #2       | Rennes | Rennes | Rennes | Quintin | Quintin | Quintin | Angers 2 | Angers 2 | Angers 2 | Angers, France 9 décembre 2007 Arbitre : Ronan Langlo, Thomas Chamaillé |
| Scores         | 20     | 42     | 63     | 20      | 41      | 63      | 20       | 43       | 66       | Angers, France 9 décembre 2007 Arbitre : Ronan Langlo, Thomas Chamaillé |
| Points         | 0      | 0      | 4      | 0       | 0       | 4       | 0        | 1        | 10       | Angers, France 9 décembre 2007 Arbitre : Ronan Langlo, Thomas Chamaillé |
| Esprit sportif | 0A     | 0A     | 5      | 0A      | 0A      | 5       | 0A       | 0A       | 5        | Angers, France 9 décembre 2007 Arbitre : Ronan Langlo, Thomas Chamaillé |
| Total          | 9      | 9      | 9      | 9       | 9       | 9       | 16       | 16       | 16       | Angers, France 9 décembre 2007 Arbitre : Ronan Langlo, Thomas Chamaillé |

| Match #3       | Angers 2 | Angers 2 | Angers 2 | Angers 1 | Angers 1 | Angers 1 | Rennes | Rennes | Rennes | Rennes, France 13 janvier 2008 Arbitre : Arnaud Legrand, Anthony Dugas |
| Scores         | 19       | 40       | 60       | 20       | 39       | 60       | 19     | 39     | 60     | Rennes, France 13 janvier 2008 Arbitre : Arnaud Legrand, Anthony Dugas |
| Points         | 0        | 1        | 6        | 1        | 0        | 6        | 0      | 0      | 6      | Rennes, France 13 janvier 2008 Arbitre : Arnaud Legrand, Anthony Dugas |
| Esprit sportif | 0A       | 0A       | 5        | 1A       | 1A       | 4        | 0A     | 0A     | 5      | Rennes, France 13 janvier 2008 Arbitre : Arnaud Legrand, Anthony Dugas |
| Total          | 12       | 12       | 12       | 11       | 11       | 11       | 11     | 11     | 11     | Rennes, France 13 janvier 2008 Arbitre : Arnaud Legrand, Anthony Dugas |

| Match #4       | Quintin | Quintin | Quintin | Angers 1 | Angers 1 | Angers 1 | Rennes | Rennes | Rennes | Rennes, France 13 janvier 2008 Arbitre : Ronan Langlo, Jean-Charles Malterre |
| Scores         | 20      | 42      | 62      | 19       | 42       | 70       | 19     | 40     | 64     | Rennes, France 13 janvier 2008 Arbitre : Ronan Langlo, Jean-Charles Malterre |
| Points         | 1       | 0       | 2       | 0        | 0        | 10       | 0      | 0      | 6      | Rennes, France 13 janvier 2008 Arbitre : Ronan Langlo, Jean-Charles Malterre |
| Esprit sportif | 0A      | 0A      | 5       | 0A       | 0A       | 5        | 0A     | 0A     | 5      | Rennes, France 13 janvier 2008 Arbitre : Ronan Langlo, Jean-Charles Malterre |
| Total          | 8       | 8       | 8       | 15       | 15       | 15       | 11     | 11     | 11     | Rennes, France 13 janvier 2008 Arbitre : Ronan Langlo, Jean-Charles Malterre |

| Match #5       | Angers 2 | Angers 2 | Angers 2 | Quintin | Quintin | Quintin | Angers 1 | Angers 1 | Angers 1 | Angers, France 10 février 2008 Arbitre : Armel Pineau, Jean-Charles Malterre |
| Scores         | 21       | 41       | 58       | 22      | 41      | 58      | 23       | 40       | 58       | Angers, France 10 février 2008 Arbitre : Armel Pineau, Jean-Charles Malterre |
| Points         | 0        | 0        | 6        | 0       | 0       | 6       | 1        | 0        | 6        | Angers, France 10 février 2008 Arbitre : Armel Pineau, Jean-Charles Malterre |
| Esprit sportif | 0A       | 0A       | 5        | 0A      | 0A      | 5       | 0A       | 0A       | 5        | Angers, France 10 février 2008 Arbitre : Armel Pineau, Jean-Charles Malterre |
| Total          | 11       | 11       | 11       | 11      | 11      | 11      | 12       | 12       | 12       | Angers, France 10 février 2008 Arbitre : Armel Pineau, Jean-Charles Malterre |

| Match #6       | Angers 2 | Angers 2 | Angers 2 | Quintin | Quintin | Quintin | Rennes | Rennes | Rennes | Angers, France 10 février 2008 Arbitre : Jonathan Devault, Anthony Dugas |
| Scores         | 24       | 51       | 76       | 24      | 49      | 69      | 24     | 50     | 71     | Angers, France 10 février 2008 Arbitre : Jonathan Devault, Anthony Dugas |
| Points         | 0        | 1        | 10       | 0       | 0       | 2       | 0      | 0      | 6      | Angers, France 10 février 2008 Arbitre : Jonathan Devault, Anthony Dugas |
| Esprit sportif | 0A       | 0A       | 5        | 1A      | 1A      | 4       | 0A     | 0A     | 5      | Angers, France 10 février 2008 Arbitre : Jonathan Devault, Anthony Dugas |
| Total          | 16       | 16       | 16       | 6       | 6       | 6       | 11     | 11     | 11     | Angers, France 10 février 2008 Arbitre : Jonathan Devault, Anthony Dugas |

| Match #7       | Quintin | Quintin | Quintin | Rennes | Rennes | Rennes | Angers 2 | Angers 2 | Angers 2 | Quintin, France 30 mars 2008 Arbitre : Julien Mahé, Julien Dorison |
| Scores         | 21      | 41      | 62      | 21     | 42     | 62     | 22       | 41       | 66       | Quintin, France 30 mars 2008 Arbitre : Julien Mahé, Julien Dorison |
| Points         | 0       | 0       | 4       | 0      | 1      | 4      | 0        | 0        | 10       | Quintin, France 30 mars 2008 Arbitre : Julien Mahé, Julien Dorison |
| Esprit sportif | 0A      | 0A      | 5       | 0A     | 0A     | 5      | 1A       | 1A       | 4        | Quintin, France 30 mars 2008 Arbitre : Julien Mahé, Julien Dorison |
| Total          | 9       | 9       | 9       | 10     | 10     | 10     | 15       | 15       | 15       | Quintin, France 30 mars 2008 Arbitre : Julien Mahé, Julien Dorison |

| Match #8       | Angers 2 | Angers 2 | Angers 2 | Rennes | Rennes | Rennes | Angers 1 | Angers 1 | Angers 1 | Quintin, France 30 mars 2008 Arbitre : Ronan Langlo, Thomas Chamaille |
| Scores         | 19       | 33       | 57       | 17     | 35     | 55     | 20       | 38       | 60       | Quintin, France 30 mars 2008 Arbitre : Ronan Langlo, Thomas Chamaille |
| Points         | 0        | 0        | 6        | 0      | 0      | 2      | 1        | 1        | 10       | Quintin, France 30 mars 2008 Arbitre : Ronan Langlo, Thomas Chamaille |
| Esprit sportif | 0A       | 0A       | 5        | 0A     | 0A     | 5      | 0A       | 0A       | 5        | Quintin, France 30 mars 2008 Arbitre : Ronan Langlo, Thomas Chamaille |
| Total          | 11       | 11       | 11       | 7      | 7      | 7      | 17       | 17       | 17       | Quintin, France 30 mars 2008 Arbitre : Ronan Langlo, Thomas Chamaille |

| Match #9       | Angers 2 | Angers 2 | Angers 2 | Quintin | Quintin | Quintin | Angers 1 | Angers 1 | Angers 1 | Rennes, France 6 avril 2008 Arbitre : Sophie Bouvet, Gwénaëlle Bourdon |
| Scores         | 22       | 40       | 61       | 20      | 40      | 57      | 24       | 42       | 58       | Rennes, France 6 avril 2008 Arbitre : Sophie Bouvet, Gwénaëlle Bourdon |
| Points         | 0        | 0        | 10       | 0       | 0       | 2       | 1        | 1        | 6        | Rennes, France 6 avril 2008 Arbitre : Sophie Bouvet, Gwénaëlle Bourdon |
| Esprit sportif | 0A       | 0A       | 5        | 0A      | 0A      | 5       | 0A       | 0A       | 5        | Rennes, France 6 avril 2008 Arbitre : Sophie Bouvet, Gwénaëlle Bourdon |
| Total          | 15       | 15       | 15       | 7       | 7       | 7       | 13       | 13       | 13       | Rennes, France 6 avril 2008 Arbitre : Sophie Bouvet, Gwénaëlle Bourdon |

| Match #10      | Angers 2 | Angers 2 | Angers 2 | Quintin | Quintin | Quintin | Rennes | Rennes | Rennes | Rennes, France 6 avril 2008 Arbitre : Arnaud Legrand, Anthony Dugas |
| Scores         | 23       | 42       | 65       | 22      | 42      | 67      | 21     | 44     | 66     | Rennes, France 6 avril 2008 Arbitre : Arnaud Legrand, Anthony Dugas |
| Points         | 1        | 0        | 2        | 0       | 0       | 10      | 0      | 1      | 6      | Rennes, France 6 avril 2008 Arbitre : Arnaud Legrand, Anthony Dugas |
| Esprit sportif | 0A       | 0A       | 5        | 0A      | 0A      | 5       | 0A     | 0A     | 5      | Rennes, France 6 avril 2008 Arbitre : Arnaud Legrand, Anthony Dugas |
| Total          | 8        | 8        | 8        | 15      | 15      | 15      | 12     | 12     | 12     | Rennes, France 6 avril 2008 Arbitre : Arnaud Legrand, Anthony Dugas |

| Match #11      | Angers 2 | Angers 2 | Angers 2 | Angers 1 | Angers 1 | Angers 1 | Rennes | Rennes | Rennes | Moncontour, France 17 mai 2008 Arbitre : Thomas Chamaillé, Julien Mahé |
| Scores         | 18       | 38       | 61       | 18       | 38       | 62       | 18     | 38     | 61     | Moncontour, France 17 mai 2008 Arbitre : Thomas Chamaillé, Julien Mahé |
| Points         | 0        | 0        | 4        | 0        | 0        | 10       | 0      | 0      | 4      | Moncontour, France 17 mai 2008 Arbitre : Thomas Chamaillé, Julien Mahé |
| Esprit sportif | 0A       | 0A       | 5        | 0A       | 0A       | 5        | 0A     | 0A     | 5      | Moncontour, France 17 mai 2008 Arbitre : Thomas Chamaillé, Julien Mahé |
| Total          | 9        | 9        | 9        | 15       | 15       | 15       | 9      | 9      | 9      | Moncontour, France 17 mai 2008 Arbitre : Thomas Chamaillé, Julien Mahé |

| Match #12      | Quintin | Quintin | Quintin | Angers 1 | Angers 1 | Angers 1 | Rennes | Rennes | Rennes | Moncontour, France 17 mai 2008 Arbitre : Julien Dorison, Mathilde Marchand |
| Scores         | 19      | 37      | 60      | 21       | 45       | 70       | 18     | 38     | 60     | Moncontour, France 17 mai 2008 Arbitre : Julien Dorison, Mathilde Marchand |
| Points         | 0       | 0       | 4       | 1        | 1        | 10       | 0      | 0      | 4      | Moncontour, France 17 mai 2008 Arbitre : Julien Dorison, Mathilde Marchand |
| Esprit sportif | 0A      | 0A      | 5       | 0A       | 0A       | 5        | 0A     | 0A     | 5      | Moncontour, France 17 mai 2008 Arbitre : Julien Dorison, Mathilde Marchand |
| Total          | 9       | 9       | 9       | 17       | 17       | 17       | 9      | 9      | 9      | Moncontour, France 17 mai 2008 Arbitre : Julien Dorison, Mathilde Marchand |